# Ullinger River
Ullinger River är ett vattendrag i Australien. Det ligger i delstaten Western Australia, omkring 2 100 kilometer nordost om delstatshuvudstaden Perth.
Omgivningarna runt Ullinger River är i huvudsak ett öppet busklandskap. Trakten runt Ullinger River är nära nog obefolkad, med mindre än två invånare per kvadratkilometer. Genomsnittlig årsnederbörd är 1 025 millimeter. Den regnigaste månaden är februari, med i genomsnitt 260 mm nederbörd, och den torraste är augusti, med 1 mm nederbörd.